# Henryk I (hrabia Holsztynu)

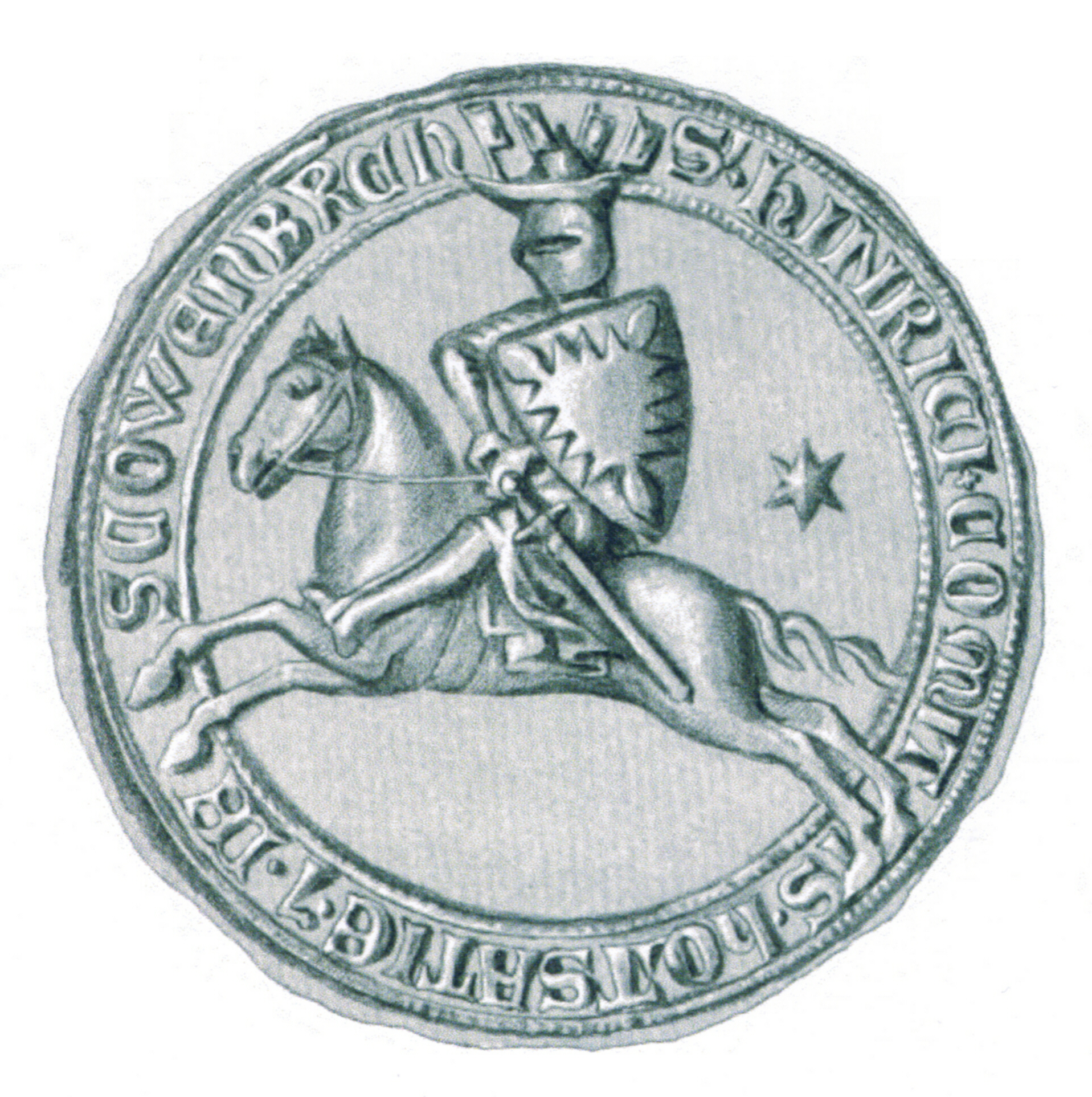
Pieczęć Henryka I

Henryk I (ur. ok. 1255/1260 r., zm. 5 sierpnia 1304 r.) – hrabia Holsztynu-Rendsburga od 1290 r.

## Życiorys
Henryk był czwartym synem hrabiego Holsztynu Gerarda I i Heilwig, córki Hermana II z Lippe. W 1290 r. objął tron hrabiowski w jednej z części Holsztynu (został on podzielony między jego i jego starszych braci).
Jego żoną Heilwig, córka Wilhelma z Bronckhorstu. Z małżeństwa tego pochodzili: 
- Gerard III Wielki, następca ojca jako hrabia Holsztynu-Rendsburga, także książę Szlezwika,
- Gizelbert,
- Adelajda, żona Dytryka z Honsteinu, a następnie księcia Szlezwika Eryka II,
- Elżbieta, żona następcy tronu duńskiego Eryka (syna Krzysztofa II), a następnie księcia Saksonii Lauenburga Jana II,
- Ermengarda, żona hrabiego Hoya Ottona II.